# Адитивна енергія
Адити́вна ене́ргія — чисельна характеристика підмножини групи, що ілюструє структурованість множини відносно групової операції. Термін увели Теренс Тао та Ван Ву.

## Визначення
Нехай {\displaystyle (G,+)} — група.
Адитивна енергія множин {\displaystyle A\subset G} і {\displaystyle B\subset G} позначається як {\displaystyle E_{+}(A,B)} і дорівнює кількості розв'язків такого рівняння:
{\displaystyle a_{1}+b_{1}=a_{2}+b_{2}(a_{1},a_{2}\in A,b_{1},b_{2}\in B)}
Аналогічно можна визначити мультиплікати́вну ене́ргію (наприклад, у кільці) як кількість {\displaystyle E_{\times }(A,B)} розв'язків рівняння:
{\displaystyle a_{1}b_{1}=a_{2}b_{2}(a_{1},a_{2}\in A,b_{1},b_{2}\in B)}

## Екстремальні значення
Найменшого значення {\displaystyle E_{+}(A,B)} досягає, коли всі суми {\displaystyle a+b\ (a\in A,b\in B)} різні (оскільки тоді рівність виконується тільки за {\displaystyle \{a_{1},b_{1}\}=\{a_{2},b_{2}\}}) — наприклад, коли {\displaystyle A=B} і {\displaystyle A} — множина різних твірних групи {\displaystyle G} з якоїсь мінімальної породжувальної множини. Тоді {\displaystyle E(A,A)={\frac {|A|^{2}+|A|}{2}}}.
Найбільшого значення {\displaystyle E_{+}(A,B)} досягає, коли {\displaystyle A=B} і {\displaystyle A} є підгрупою {\displaystyle G}. У цьому випадку для будь-якого {\displaystyle x\in A} число розв'язків рівняння {\displaystyle a+b=x\ (a,b\in A)} дорівнює {\displaystyle |A|}, так що {\displaystyle E_{+}(A,A)=|A|^{3}}.
Відповідно, проміжні величини порядку зростання {\displaystyle E_{+}(A,A)} між {\displaystyle |A|^{2}} і {\displaystyle |A|^{3}} можна розглядати як більший чи менший показник близькості структури {\displaystyle A} до структури підгрупи. Для деяких груп {\displaystyle G} визначені обмеження на адитиву енергію дозволяють доводити структурні теореми про існування досить великих підгруп {\displaystyle G} всередині {\displaystyle A} (або якоїсь похідної від неї множини) і про вкладаність {\displaystyle A} (або якоїсь похідної від неї множини) в досить маленькі підгрупи {\displaystyle G}. Обмеження на {\displaystyle G} для цих теорем пов'язані з показником скруту групи {\displaystyle G} та окремих її твірних. Однак для циклічних груп та груп без скруту існують аналогічні теореми, які розглядають замість підгруп узагальнені арифметичні прогресії .
{\displaystyle E_{+}(A,B)=E_{+}(A,-B)=E_{-}(A,B)}
{\displaystyle E_{+}(A,B)|A+B|\geq |A|^{2}|B|^{2}}, де {\displaystyle A+B=\left\lbrace {a+b:a\in A,b\in B}\right\rbrace }
Позначимо {\displaystyle \lambda (x)=\#\left\lbrace {(a,b)\in A\times B:a+b=x}\right\rbrace }.
Тоді {\displaystyle E_{+}(A,B)=\sum \limits _{x\in A+B}{\lambda (x)^{2}}} і, за нерівністю Коші-Буняковського,
Для кільця лишків за простим модулем {\displaystyle G={\mathbb {F} }_{p}} адитивну енергію можна виразити через тригонометричні суми. Позначимо {\displaystyle e_{p}(k)=e^{2\pi {\frac {k}{p}}i}}. Тоді
{\displaystyle E_{+}(A,B)={\frac {1}{p}}\sum \limits _{t=0}^{p-1}{{{\Bigg \vert }{\sum \limits _{a\in A}{e_{p}(ta)}}{\Bigg \vert }}^{2}{{\Bigg \vert }{\sum \limits _{b\in B}{e_{p}(tb)}}{\Bigg \vert }}^{2}}}
Скористаємось нотацією Айверсона та індикаторною тотожністю.
{\displaystyle E_{+}(A,B)=\sum \limits _{a_{1},a_{2}\in A,b_{1},b_{2}\in B}{[a_{1}+b_{1}=a_{2}+b_{2}]}=\sum \limits _{a_{1},a_{2}\in A,b_{1},b_{2}\in B}{{\frac {1}{p}}\sum \limits _{t=0}^{p-1}{e_{p}(t(a_{1}+b_{1}-a_{2}-b_{2}))}}={\frac {1}{p}}\sum \limits _{t=0}^{p-1}{\sum \limits _{a_{1},a_{2}\in A,b_{1},b_{2}\in B}{e_{p}(t(a_{1}+b_{1}-a_{2}-b_{2}))}}}
{\displaystyle ={\frac {1}{p}}\sum \limits _{t=0}^{p-1}\left({\sum \limits _{a\in A}{e_{p}(ta)}}\right){\overline {\left({\sum \limits _{a\in A}{e_{p}(ta)}}\right)}}\left({\sum \limits _{b\in B}{e_{p}(tb)}}\right){\overline {\left({\sum \limits _{b\in B}{e_{p}(tb)}}\right)}}={\frac {1}{p}}\sum \limits _{t=0}^{p-1}{{{\Bigg \vert }{\sum \limits _{a\in A}{e_{p}(ta)}}{\Bigg \vert }}^{2}{{\Bigg \vert }{\sum \limits _{b\in B}{e_{p}(tb)}}{\Bigg \vert }}^{2}}}

## Застосування
Адитивну та мультиплікативну енергії використовують у адитивній та арифметичній комбінаториці для аналізу комбінаторних сум та добутків множин {\displaystyle A+B=\left\lbrace {a+b:A+B}\right\rbrace }, зокрема, для доведення теореми сум-добутків.

## Старші енергії
Існують два основних узагальнення рівняння, яке визначає адитивну енергію, — за кількістю доданків та за кількістю рівностей:
{\displaystyle E_{k}(A)=\#\left\lbrace {a_{1}-b_{1}=a_{2}-b_{2}=\dots =a_{k}-b_{k}\ :\ a_{i},b_{i}\in A}\right\rbrace =\sum \limits _{s}{|A\cap (A+s)|^{k}}}
{\displaystyle T_{k}(A)=\#\left\lbrace {\sum \limits _{i=1}^{k}{x_{i}}=\sum \limits _{i=1}^{k}{y_{i}}\ :\ x_{i},y_{i}\in A}\right\rbrace }
Їх називають старшими енергіями й іноді можна отримати їх оцінки, не отримуючи оцінок звичайної адитивної енергії. Разом з тим, нерівність Гельдера дозволяє (із значним погіршенням) оцінювати звичайну енергію через старші.
Для параметра {\displaystyle k} в {\displaystyle E_{k}} іноді розглядаються і дійсні, а не лише цілі числа (просто підстановкою в останній вираз).